# نمک سیاه روسن
نمک سیاه روسن (به انگلیسی: Roussin's black salt) با فرمول شیمیایی Fe۴N۷NaO۷S۳ یک ترکیب شیمیایی است. که جرم مولی آن ۵۵۲٫۶۷ g/mol می‌باشد. 